# 通津桥 (宁德市)
通津桥，位于中国福建省霞浦县牙城镇杨家溪村，为霞浦县级文物保护单位，类型为古建筑，公布时间为1986年2月。
通津桥的历史年代为明，又称杨家溪大桥，建于明朝嘉靖三年（1524年），屡修屡毁，曾是闽浙之间的重要通道，现仅存残桥。